# Kašperské Hory
Kašperské Hory är en stad i Tjeckien.   Den ligger i distriktet Okres Klatovy och regionen Plzeň, i den sydvästra delen av landet, 120 km sydväst om huvudstaden Prag. Kašperské Hory ligger 733 meter över havet och antalet invånare är 1 562.
Terrängen runt Kašperské Hory är kuperad, och sluttar norrut. Runt Kašperské Hory är det ganska glesbefolkat, med 28 invånare per kvadratkilometer. Närmaste större samhälle är Sušice, 10,1 km norr om Kašperské Hory. I omgivningarna runt Kašperské Hory växer i huvudsak barrskog.